# Pediasia altaicus
Pediasia altaicus là một loài bướm đêm trong họ Crambidae.